# Thomas Ott
Pour les articles homonymes, voir Ott et Thomas Ott (homme politique).
Thomas Ott, né le 10 juin 1966 à Zurich, est un auteur suisse de bande dessinée, d'expression allemande.

## Biographie
Il s'inscrit à l'âge de 16 ans dans une formation de graphisme à la Kunstgewerbeschule. Il collabore avec des fanzines et il a réalisé les dessins animés La grande Illusion, en 1985 et, en 1992-1993, Robert Creep, a dog's life. Il participe à des expositions.

## Travaux
Thomas Ott, avec Matti Hagelberg et quelques autres, est l'un des rares auteurs contemporains à travailler principalement avec la carte à gratter.

### Technique
Sa technique de prédilection est la carte à gratter. Il dessine donc en noir et blanc mais l'usage de cette technique particulière, par opposition à l'encre de Chine par exemple, rend naturel de laisser le noir dominer le dessin, et constituer le fond de l'image. Le noir est ici la couleur par défaut. À cela s'ajoutent des cadrages très cinématographiques, avec des cases qui s'étendent fréquemment d'un bord à l'autre de la page, tout en restant étroites.
Les bandes dessinées de Thomas Ott sont essentiellement muettes, le texte n'étant présent que comme élément du dessin (pancartes, panneaux et étiquettes).

## Publications
- Tales of error, Edition Moderne, 1989.
- « Les Millionaires », dans L'argent roi, Autrement, coll. « Histoires graphiques », 1994  (ISBN 2862604976).
- Greetings from Hellville, Edition Moderne, 1995  (ISBN 3907010868).
- Participation à six numéros de Lapin, L'Association, 1995-1999.
- La Douane, L'Association, coll. « Patte de mouche », 1996  (ISBN 2909020606).
- La Bête à cinq doigts, L'Association, coll. « Patte de mouche », 1996  (ISBN 2909020711).
- Dead End, Edition Moderne, 1997  (ISBN 3907010965).
- Exit, Delcourt, coll. « Encrages », 1997  (ISBN 2840551535). Reprise de Tales of Error et Greetings from Hellville
- La Grande Famiglia (textes et dessins), avec Gila (photos), L'Association, 1998  (ISBN 2844140025).
- Participation à Comix 2000, L'Association, 1999.
- « Recuerdos de México », dans L'Association au Mexique, L'Association, coll. « Eperluette », 2000  (ISBN 2844140343).
- T.O.T.T., Edition Moderne, 2002  (ISBN 3907055608).
- Cinema Panopticum, L'Association, 2005  (ISBN 2844141668).
- 73304-23-4153-6-96-8, L'Association, 2008  (ISBN 9782844142658).
- R.I.P. - Best of 1985-2004, L'Association, 2010  (ISBN 9782844143945).
- Dark Country, L'Apocalypse, 2013  (ISBN 9782367310190).
- A Hell of a Woman, de Jim Thompson, Éditions La Baconnière, coll. « Trou Blanc », 2014.
- Travel book Route 66, Louis Vuitton, 2018[1]
- La Forêt, Les Éditions Martin de Halleux, 2020  (ISBN 9782490393190).

## Prix
- 1995 :  Prix Bloody Mary pour sa participation à L'Argent roi[2]
- 1996 :  Prix Max et Moritz du meilleur auteur germanophone de bande dessinée, pour l'ensemble de son œuvre
- 2006 :  Prix Micheluzzi du meilleur livre de bande dessinée étrangère pour Cinema Panopticum
- 2017 :  Grand Prix suisse de design[3]